# ويليام فيلدينغ
ويليام فيلدينغ (بالإنجليزية: William Fielding) هو مهندس معماري نيوزيلندي، ولد في 1875 في Lower Darwen ‏ في المملكة المتحدة، وتوفي في 1946 في ويلينغتون في نيوزيلندا.

## روابط خارجية
- ويليام فيلدينغ على موقع اللجنة الأولمبية النيوزيلندية (الإنجليزية)